# Косатынь
Косатынь — деревня в Дзержинском районе Калужской области Российской Федерации.  Входит в состав сельского поселения «Деревня Никольское».

## Физико-географическое положение
Стоит на реке Шаня. Рядом город Кондрово.

## История
В конце XVIII века носило название деревня К(а)осаткино, стояло на левом берегу реки Шаня, во владении князя Петра Михайловича Волконского.
В 1858 году Косатынь принадлежала дочери генерала-майора Василия Дмитриевича Мещеринова, девице Анастасии Васильевне Мещериновой, сестре генерала Григория Васильевича Мещеринова.
По данным на 1859 год в деревне Касатынь (Косатянь) насчитывалось 16 дворов 122 жителя.
После реформ 1861 года деревня вошла в Троицккую волость Медынского уезда.

## Население
| 2002 | 2010 |
| ---- | ---- |
| 147  | ↘118 |